# Mattiastrum crista-galli
Mattiastrum crista-galli är en strävbladig växtart som beskrevs av K. H. Rechinger och Riedl. Mattiastrum crista-galli ingår i släktet Mattiastrum och familjen strävbladiga växter. Inga underarter finns listade i Catalogue of Life.